# Magazin (Archiv)

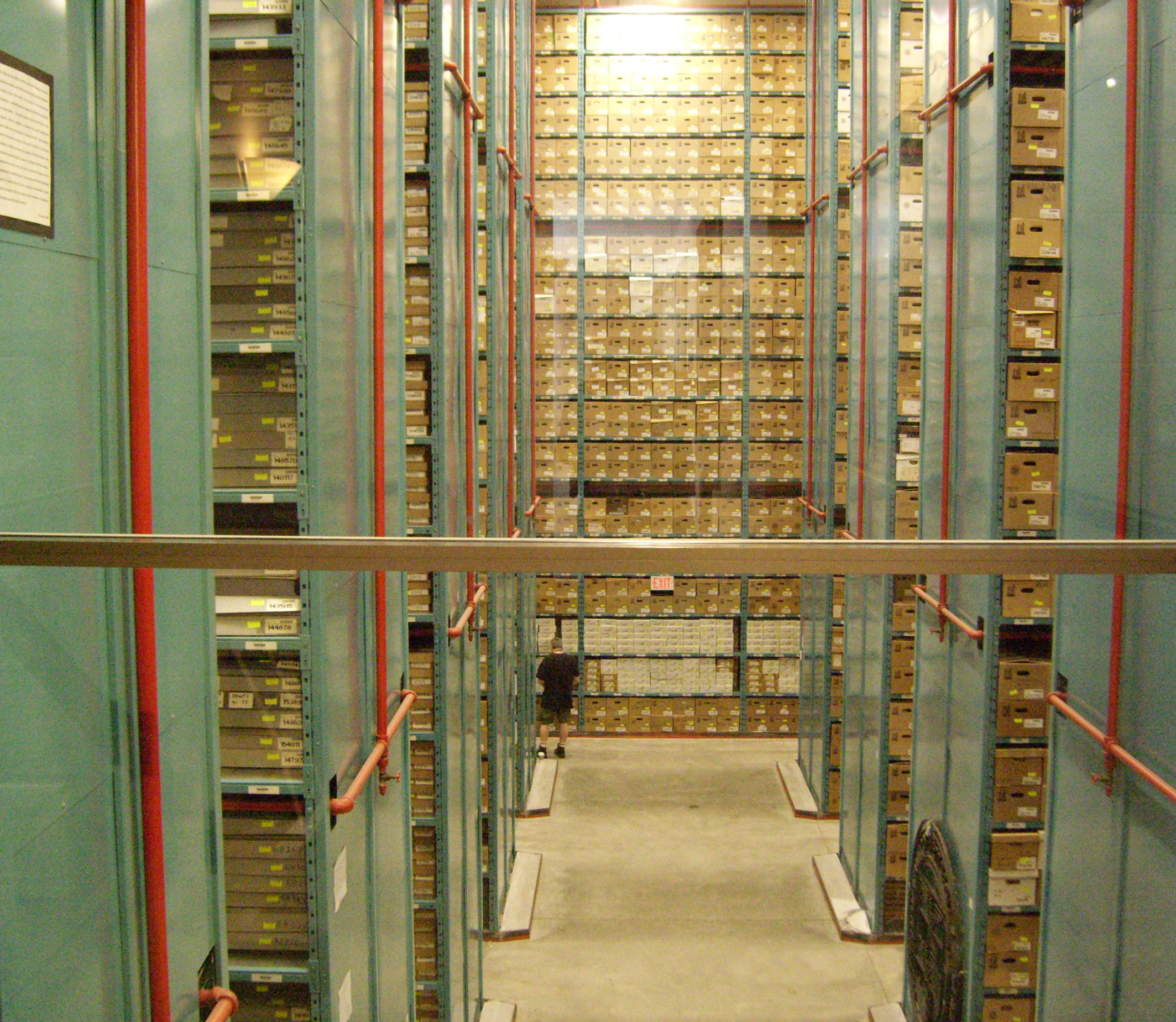
Standregale im Stadtarchiv von Toronto

Ein Magazin ist ein Raumbereich eines Archivs und dient der Lagerung von Registratur- oder Archivgut. Dabei ist Registraturgut ebenso sorgfältig zu verwahren wie Archivgut, da es durch die archivarische Bewertung zu Archivgut werden kann. Das Magazin sollte Eigenschaften besitzen, die eine dauerhafte Verwahrung des Archivguts ermöglichen. Manche Bibliotheken verfügen über ein Bibliotheksmagazin, das in der Regel für den Bibliotheksbenutzer nicht frei zugänglich ist.

## Magazinarten
Die wesentlichen Magazinarten unterscheiden sich nach ihrem Inhalt:
- Magazin für Archivgut (Archivalien)
- Magazin für Zwischenarchivgut
- Isoliermagazin: mit Schadorganismen befallene Unterlagen
- Eingangsmagazin: Neuzugänge in den Archivbestand

## Größe und Einrichtung eines Archivmagazins

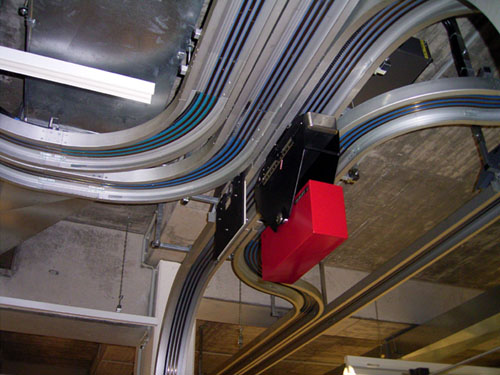
Buchförderanlage

Die erforderliche Größe eines Magazins ist abhängig von der Menge des zu lagernden Archivguts, des zu erwartenden Zuwachses und der verwendeten Regalanlagen. Nur bis zu einer Breite von 20 m ist eine ausreichende Querlüftung möglich. Hat ein Magazinraum eine Länge von über 40 m, sollte er in Brandabschnitte eingeteilt werden.
Akten sollten nach DIN 16245 in speziellen Archivkartons in Regalen lagern. Für Unterlagen anderer Größen und Arten eignen sich zum Beispiel auch Kartenschränke oder Hängeregister. Ausschlaggebend für die Wahl der Regalanlage ist die Anordnung der Räume und die Deckentragfähigkeit. Rollregalanlagen ermöglichen ein gutes Verhältnis von Nutzfläche und Lagerkapazität. Sie benötigen eine Deckentragfähigkeit von mindestens 12,5 kN/m2. Standregale lassen sich schon ab 7,5 kN/m2 etwa in verwinkelten Räumen einbauen. Je nach Höhe der Regalanlagen kann es zu größeren Belastungen kommen. Nach DIN 1055-1 bzw. 1055-3 ist bei geschichteten Akten von einem Papiergewicht von 8,5 kN/m3 auszugehen. Selten werden automatische Hochregallager und Förderanlagen, wie sie aus der industriellen Logistik bekannt sind, eingesetzt.

## Klima
Die Haltbarkeit des Archivgutes ist vor allem abhängig von Temperatur und relativer Luftfeuchtigkeit. Verschiedene Archivgutarten benötigen unterschiedliche Klimabedingungen. Die gewählten Werte stellen einen Kompromiss dar, um eine Benutzung des Archivguts ohne lange Akklimatisierung zu ermöglichen.

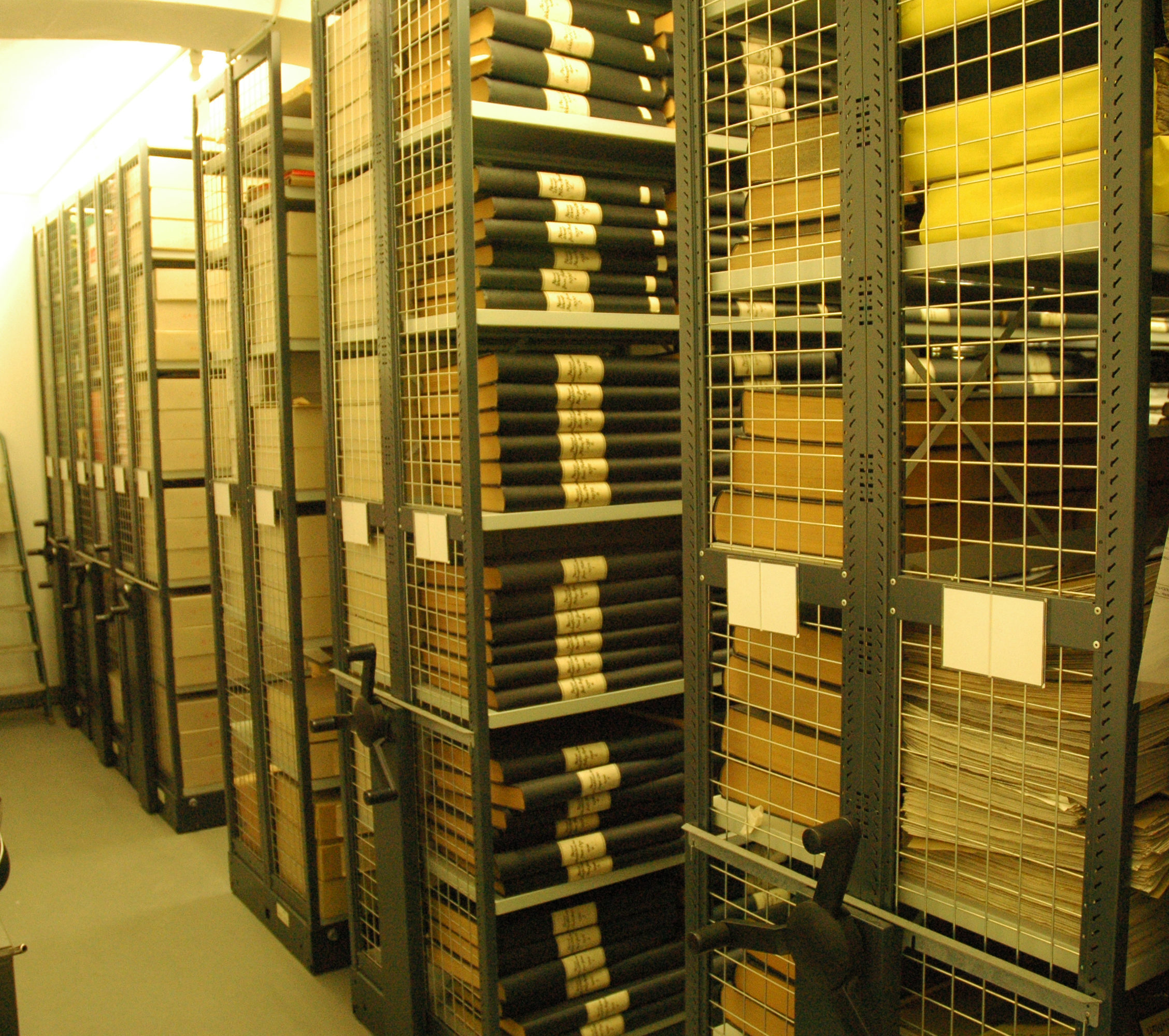
Rollregale im Kommunalarchiv Herford

| Archivgut                 | Temperatur | Relative Luftfeuchtigkeit |
| ------------------------- | ---------- | ------------------------- |
| Papier                    | 14 – 18 °C | 35 – 50 %                 |
| Pergament                 | 2 – 18 °C  | 50 – 60 %                 |
| Mikrofilm                 | 21 °C      | 20 – 50 %                 |
| Farbfilm                  | 10 °C      | 20 – 50 %                 |
| Fotografien, schwarz-weiß | 18 °C      | 30 – 50 %                 |
| Fotografien Farbe         | 2 °C       | 30 – 40 %                 |
| Magnetbänder              | 8 – 11 °C  | 15 – 50 %                 |

## Beleuchtung
Lichteinwirkung schädigt viele Arten von Archivgut, z. B. Papier und Fotomaterial. Da vor allem kurzwelliges Licht für die Schäden verantwortlich ist, sollte kein Tageslicht ins Magazin gelangen. Glühbirnen sind wegen der Wärmeentwicklung ungeeignet. Stattdessen lassen sich Leuchtstoffröhren mit verringerter UV-Strahlung (unter 75 Watt/Lumen) verwenden.